# Напад НОВЈ на Подгорач јуна 1944.
19. јуна 1944. Дванаеста славонска бригада НОВЈ напала је немачко упориште Подгорач које је бранила посада од око 500 немачких фелджандарма. Борба је окончана након 18 сати, 20. јуна око 14 часова, потпуним колапсом немачке одбране. Немци су претрпели губитке од 462 војника и официра, од чега 361 погинулог и 101 заробљеног.

## План и припрема напада
За Немце је Подгорач имао значај као истурена одбрамбена тачка која штити комуникацију Подгорач - Осијек, прилаз Осијеку, Ђакову и Нашицама. Зато су настојали да фортификацијским радовима претворе Подгорач у тврђаву.
Пред напада на Подгорач, у бригади су вршене дводневне детаљне војне припреме, са нагласком на организацији ватрене подршке, улози и задацима бомбашких и диверзантских група, и иницијативи командира чета, водова и десетина.
За напад на Подгорач су предвиђени 1, 2. и 4. батаљон, Јуришна чета бригаде и 1. чета 3. батаљона, извиђачки вод и Диверзантска чета 12. дивизије. Трећи батаљон са 2 чете налазио се у бригадној резерви. План напада заснивао се на замисли да се концетричним продорима кроз спољашњу одбрану са 3 батаљона што пре избије у центар, а одатле, у виду лепезе, организује напад и ликвидирају жаришта отпора. Пешадијске чете комбиноване су са топовима, минобацачима и групама диверзаната у циљу што непосреднијег садејства и самосталности.

## Ток борбе
У 20 часова 19. јуна батаљони Дванаесте бригаде отпочели су концетричан напад на поједине тачке спољне одбране Подгарача. Након једночасовне борбе, спољна линија је пробијена уништењем десетак бункера, и борбе су се пренеле у само место. Борбене групе Дванаесте бригаде морале су да освајају кућу по кућу. Напад се развијао успешно и по плану. До 9 часова ујутро 20. јуна око 200 немачких војника сатерано је у средњовековни дворац, док су остала упоришта ликвидирана.
Огорчена борба за средњовековни дворац наставила се сатима. Немци су се бранили ручним борбама и аутоматском ватром. Борци Дванаесте бригаде настојали су да пронађу начин да наруше упориште. Група бораца Дванаесте бригаде бензинским флашама запалила је кров на јужном делу зграде. Када то није успело, употребљена је ватрогасна пумпа напуњена бензином као пламенобацач, и кров је запаљен. Група бораца која се мердевинама попела на кров, развалила је секирама кровну конструкцију заштићену дебелим лимом. Тиме су Немци били присиљени да се повуку у северни део дворца, одакле су наставили упорну одбрану. Коначну одлуку донео је подвиг Милана Гредељевића, заменика командира Диверзантске чете 12. дивизије, који је под ватреном заштитом око 20 пушкомитраљеза и аутомата препузио око 50 метара преко брисаног простора, са око 50 килограма експлозива. Експлозив је поставио уз ивицу зида северног дела дворца. Снажна експлозија срушила је читав северни део дворца, а преустали браниоци били су онеспособљени и савладани.
Око 14 часова 20. јуна Подгорач је био заузет.

## Резултат борбе
У Подгорачу су Немци претрпели губитке од 462 војника, подофицира и официра избачена из строја. 361 немачки војник је погинуо, а 101 заробљен. Заплењена су 2 топа 47 мм, 8 тешких минобацача, 6 лаких минобацача, 46 митраљеза и пушкомитраљеза, 650 пушака, и велика количина муниције и ратне опреме.
Дванаеста славонска бригада имала је у овој борби губитке од 37 избачених из строја, од чега 9 погинулих и 28 рањених. Међу погинулима је био командир 3. чете 4. батаљона Љубан Продановић.
Штаб 12. дивизије, Штаб 6. корпуса и Главни штаб Хрватске похвалили су све борце и старешине 12. ударне бригаде за испољено јунаштво, сналажљивост, иницијативу и упорност у борби за ослобођење Подгорача, и истакли за пример осталим јединицама.